# Портрет Петра Петровича Коновницына
«Портрет Петра Петровича Коновницына» — картина Джорджа Доу и его мастерской, из Военной галереи Зимнего дворца.
Картина представляет собой погрудный портрет генерал-лейтенанта Петра Петровича Коновницына из состава Военной галереи Зимнего дворца.
К началу Отечественной войны 1812 года генерал-лейтенант Коновницын был шефом Черниговского пехотного полка и командовал 3-й пехотной дивизией. Отличился в сражении под Витебском, под Смоленском был ранен. Во время Бородинского сражения после того как смертельную рану получил П. И. Багратион и до прибытия Д. С. Дохтурова временно возглавил 2-ю Западную армию, был контужен. После Бородина возглавил 3-й пехотный корпус, но вскоре был назначен состоять дежурным генералом при штабе М. И. Кутузова, фактически исполняя обязанности начальника Главного штаба. За многочисленные боевые отличия при отражении нашествия Наполеона был удостоен ордена Св. Георгия 2-го класса и пожалован званием генерал-адъютанта. Во время Заграничных походов 1813 и 1814 годов командовал Гренадерским корпусом, в сражении при Лютцене был ранен. Далее он состоял при императоре Александре I и сопровождал его вплоть до взятия Парижа.
Изображён в генерал-адъютантском мундире, введённом в 1815 году, с вензелем императора Александра I на эполетах. Слева на груди генерал-адъютантский аксельбант; по борту мундира крест ордена Св. Георгия 2-го класса; справа на груди серебряная медаль «В память Отечественной войны 1812 года» на Андреевской ленте, ополченческая медаль 1806—1807 годов, бронзовая дворянская медаль «В память Отечественной войны 1812 года» на Владимирской ленте, кресты австрийского ордена Леопольда 3-й степени, французского ордена Св. Людовика, прусского ордена Красного орла 3-й степени и баварского Военного ордена Максимилиана Иосифа 3-й степени, правее сверху вниз расположены звёзды орденов Св. Александра Невского с алмазами, Св. Георгия 2-го класса и Св. Владимира 1-й степени. Слева внизу между рукой и грудью подпись художника (в три строки): painted from nature by Geo Dawe RA. Подпись на раме: П. П. Коновницынъ, Генералъ Лейтенантъ.
Обстоятельства создания портрета не установлены, но в любом случае он исполнен не позже конца августа 1822 года, поскольку, согласно подписи художника, он написан с натуры, а 28 августа того года Коновницын скончался. Готовый портрет поступил в Эрмитаж 7 сентября 1825 года.
В собрании Эрмитажа имеется ещё один портрет П. П. Коновницына работы Доу. Его основные отличия от галерейного — Коновницын изображён на фоне красной драпировки, немного увеличенный размер по высоте и, самое главное, наличие подписи художника и даты (в две строки): Dawe R. A. pinxt 1821. Его размеры 73 × 62,5 см, инвентарный № ГЭ-6459. С тыльной стороны имеется старинная наклейка с надписью: Генералъ отъ Инфантерiи Коновницынъ. № 6. Этот портрет находился в собственности великого князя Михаила Павловича и до 1894 года хранился в Михайловском дворце. После выкупа Михайловского дворца в казну и устройства в нём Русского музея, этот вариант портрета П. П. Коновницына оказался в особняке графини Карловой, после Октябрьской революции был национализирован и в 1923 году передан в Эрмитаж. В Эрмитаже считается, что галерейный портрет является авторским повторением этой работы, поскольку она датирована, хотя нет точных данных о том, какой из двух вариантов является более ранним. 
Кроме того, в собрании музея-усадьбы «Архангельское» есть ещё один аналогичный портрет Коновницына работы Доу. Этот портрет имеет меньшие размеры по сравнению с эрмитажными (66 × 58,5 см), и содержит авторскую подпись и дату Geo Dawe RA Pinxt 1820, причём подпись расположена слева над рукой чуть ниже эполета (холст, масло; инвентарный № Ж 73).
В 1823 году Лондоне фирмой Messrs Colnaghi по заказу петербургского книготорговца С. Флорана была сделана гравюра Т. Райта с указанием даты 1 марта 1823 года. Отпечаток этой гравюры также имеется в собрании Эрмитажа (бумага, гравюра пунктиром, 59,5 × 48 см, инвентарный № ЭРГ-395). Какой из трёх вариантов портрета послужил прототипом для гравюры, не установлено.
Хранитель британской живописи в Эрмитаже Е. П. Ренне отмечает, что портреты работы Доу восходят по своему типу к рисунку Л. де Сент-Обена, с которого в 1813 году была снята и опубликована гравюра Ф. Вендрамини . Она же сочла, что Доу в работе мог использовать портрет Коновницына, приписываемый О. А. Кипренскому (опубликован в «Русских портретах», изданных великим князем Николаем Михайловичем). Этот портрет некогда находился в Московском благородном собрании, его современное местонахождение не установлено и он известен в трёх сохранившихся копиях. Одна из них, работы неизвестного художника, хранится в Государственном историческом музее (1810-е; холст, масло; 75 × 63 см; инвентарный № И I 2889). Вторая копия существует в виде миниатюры работы П. А. Оленина и хранится в музее-панораме «Бородинская битва» (1839 год; картон, акварель; 19,4 ×16 см; инвентарный № Ж-151); причём в музее считается, что Оленин эту копию написал по оригиналу А. Г. Варнека, исполненному в 1819 году (в литературе о творчестве Варнека действительно упоминается портрет Коновницына его работы, который в 1833 году хранился в семейном собрании наследников Коновницына). Другая копия находится в собрании Государственной Третьяковской галереи, её автор К. Гампельн (бумага, акварель, гуашь, белила; 30 × 23; инвентарный № 4967), на ней Коновницын изображён укутавшись в шинель (в Третьяковской галерее считают что автором исходного портрета был неизвестный художник, а руке Кипренского он был приписан лишь в издании «Русских портретов»). Кроме того, в собрании Бородинского музея-заповедника есть портрет Коновницына работы неизвестного художника, датируемый 1819 годом и демонстрирующий несомненное сходство со всеми известными вариантами этого типа портрета — возможно, это и есть предполагаемый оригинал Варнека (холст, масло; 82 × 70 см, инвентарный № Ж-113).
В 1840-е годы в мастерской И. П. Песоцкого по рисунку И. А. Клюквина с портрета была сделана литография, опубликованная в книге «Император Александр I и его сподвижники» и впоследствии неоднократно репродуцированная.
- Вариант портрета, принадлежавший великому князю Михаилу Павловичу
- Гравюра Т. Райта
- Гравюра Ф. Вендрамини по рисунку Л. Де Сент-Обена
- Копия неизвестного художника с портрета работы О. А. Кипренского (?) из Исторического музея
- Портрет работы К. Гампельна с живописного оригинала А. Г. Варнека, первая половина 1820-х годов, Третьяковская галерея
- Копия П. А. Оленина с портрета работы А. Г. Варнека из Бородинской панорамы, 1839